# 敦賀市コミュニティバス

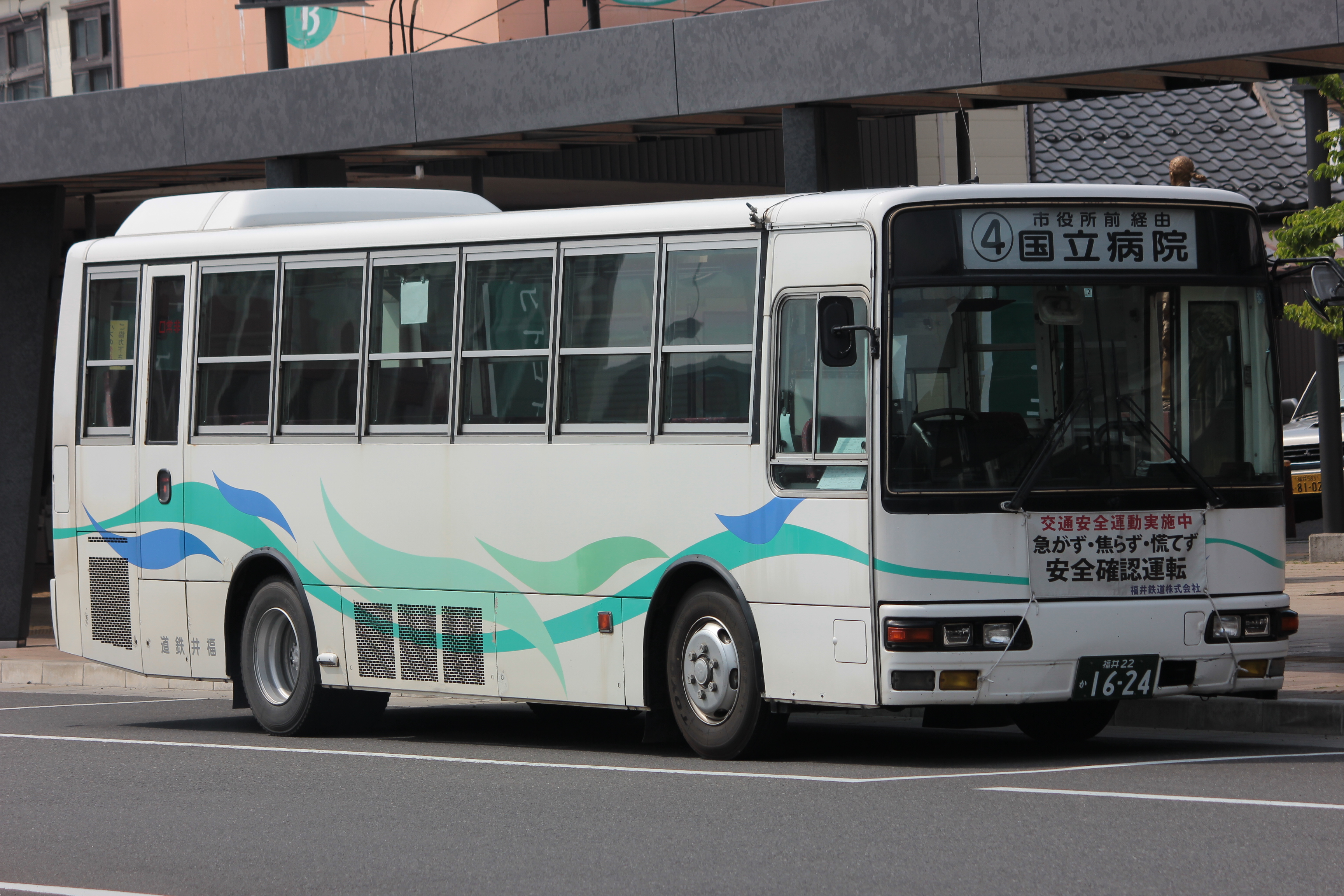
敦賀市コミュニティバス 金山線
（運行受託：福井鉄道）

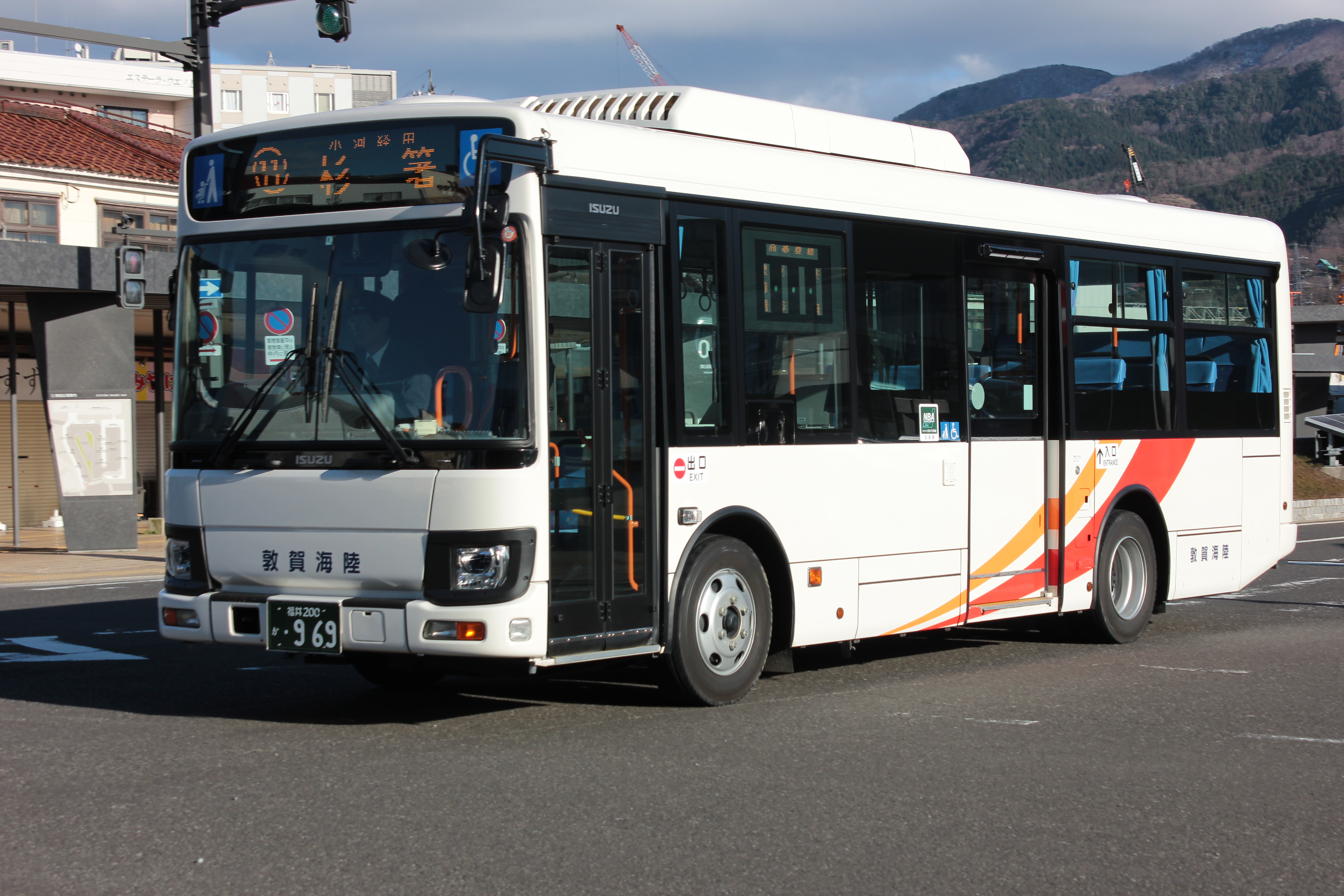
敦賀市コミュニティバス 愛発線
（運行受託：敦賀海陸運輸）

敦賀市コミュニティバス（つるがしコミュニティバス）は、福井県敦賀市で運行されているコミュニティバスである。運行業務は福井鉄道・敦賀海陸運輸・敦賀観光バスの3事業者に委託している。

## 概要
敦賀駅（西口）を発着し、敦賀市内の各地を結ぶコミュニティバス。「コミュニティバス」が11路線、「ぐるっと敦賀周遊バス」が1路線（2経路）運行される。

## 歴史
- 1998年（平成10年）10月1日：市街地循環線「はぎ号」事業開始（現在の東浦線）[2]。
- 2002年（平成14年）4月1日：西日本ジェイアールバス（西日本JRバス）が近江今津営業所敦賀支所廃止につき敦賀地区路線を全廃したのに伴い[3]、その代替路線および新設の郊外路線事業「きらめききのめ号」（現在の東郷線）[4]、「きらめきあらち号」（現在の愛発線）の運行を開始。
- 2009年（平成21年）12月1日：福井鉄道バスの敦賀市内完結路線をほぼすべて廃止のうえ、はぎ号、きらめき号と統合再編し、「敦賀市コミュニティバス」として試験運行を開始（2011年4月30日まで）[5]。
- 2011年（平成23年）5月1日：一部経路を変更のうえ、敦賀市コミュニティバスとして本格事業運行を開始。
- 2014年（平成26年）4月1日：ぐるっと敦賀周遊バスの運行を開始（現行路線）[2]。
- 2017年（平成29年）10月1日：一部路線の改編と委託先変更を実施[2]。東郷線は全便デマンド（乗合タクシー）化。
- 2018年（平成30年）11月1日：一部路線を改編[6]。
- 2024年（令和6年）2月24日 - ICOCAなどの全国交通系ICカードの利用が可能となる。

## 運賃制度
運賃
- 大人200円、小人（小学生以下）100円。

ICOCAなどの全国交通系ICカードでも運賃の支払いが可能である。なお、車内においてチャージは不可能である。
障がい者とその介護者（要介護の表示がある者の介護者）は無料。なお、未就学児は大人と同伴の場合、1人は無料。
民間路線バス（福井鉄道）で敦賀市内のみを乗車する場合、本市路線バス（コミュニティバス）と運賃が同額となるが、障がい者の運賃は免除されない。
回数乗車券
- 2,000円（200円券 11枚綴り）
- 1,000円（100円券 11枚綴り）

バス車内（デマンド乗合タクシーを除く）と敦賀駅交流施設オルパークで販売。
ぐるっと敦賀周遊バスと民間路線バス（福井鉄道）で使用することはできないものの、福鉄バスの回数乗車券は福井鉄道が担当する敦賀市コミュニティバスに限り使用することができる（13枚綴りの昼間回数乗車券を含む）。
定期乗車券
コミュニティバスの全区間が乗り放題となる。
- 通勤と通学（大学生・専門学生、中学生・高校生、小学生）の設定があり、「1か月」・「3か月」・「6か月」・「1年」の4種を販売する。なお、中学生・高校生用は「サマー（7月20日から9月10日）」と「ウィンター（12月1日から翌年3月31日）」の2種が追加される。

ぐるっと敦賀周遊バスと民間路線バス（福井鉄道）で使用することはできない。
ICOCA定期券（こどもICOCA定期券を含む）は発売しない。
一日乗車券
コミュニティバス・ぐるっと敦賀周遊バスは全路線、民間路線バス（福井鉄道）は敦賀市内のみを乗車する場合に限り有効。
- 大人500円、小人（小学生以下）250円。

バス車内（デマンド乗合タクシーを除く）と敦賀駅交流施設オルパークで販売。
乗継乗車券
他のコミュニティバス路線に乗り継ぐ場合に発行されるチケット。発行日当日に1回限り有効。
ぐるっと敦賀周遊バスと民間路線バス（福井鉄道）で使用することはできない。
ICOCAなどの全国交通系ICカードで運賃を支払う場合、乗継乗車券が発行されないが、80分以内の乗り継ぎの場合に2回目の運賃が無料となる乗継割引が適用される（ぐるっと敦賀周遊バスを除く）。

## 停留所の看板
現在の停留所の看板は松本零士がデザインを担当したものであるが、「コミュニティバス」と「ぐるっと敦賀周遊バス」では以下の通りデザインが異なる。

### 敦賀市コミュニティバス
- 『銀河鉄道999』・『宇宙戦艦ヤマト』・『宇宙海賊キャプテンハーロック』などのキャラクターの背景に銀河を描いたもの。

### ぐるっと敦賀周遊バス
- 『銀河鉄道999』のキャラクターの背景に地球を描いたものとなっており、各停留所には「〇番のりば」というナンバリングを付する。

注記
試験運行中は「敦賀市章と山」を描いたものだったが、後に全停留所とも先述したデザインへ取換えた。

## 路線
路線によっては土曜日・日曜日・祝日と年末年始（12月30日から翌年1月3日）が運休となる便、途中の停留所で始終着となる便、カッコ内の停留所を経由しない便がある。なお、それ以外の注記がある路線は運行経路の下に備考欄を設けて解説する。

### 1 東浦線
運行開始：1998年10月1日
運行受託：敦賀海陸運輸
- 敦賀駅 - 白銀町 - 本町2丁目 - 気比神宮前 - 栄新町 - （鞠山 - 田結 - ）田結口 - 赤崎 - 江良 - 五幡 - 拳野 - 阿曽中 - 阿曽 - 杉津口 - 杉津 - 横浜 - 南大比田 - 大比田 - 元比田

備考
一部便は予約制。

### 2 常宮線
運行開始：2009年12月1日
運行受託：福井鉄道
- 敦賀駅 - 白銀町 - 本町2丁目 - 気比神宮前 - 神楽2丁目 - 市立病院前 - 松島口 - 松原公園前 - 松原町 - 気比の松原 - 体育館前 - 松葉町 - 花城 - 二村 - 名子 - 縄間 - 常宮 - 沓 - 手の浦 - 色ヶ浜 - 西浦学校前 - 県水産試験場前 - 原電前 - 立石 - 白木

備考
夏期（7月 - 8月）の土曜・日曜・祝日は臨時便を増発する日がある。
2025年4月、福井鉄道バス菅浜線の廃止に伴い、敦賀半島トンネル経由で白木へ路線延伸。

### 3 中央線
運行開始：2009年12月1日
運行受託：福井鉄道
- 敦賀駅 - 白銀町 - （プラザ萬象前 - あいあいプラザ - 開団地前 - 三島団地前 - ）農協前 - 昭和町 - 市役所前 - 建設業会館前 - 南平和町 - 西木崎 - 運動公園東口 - 運動公園西口 - 原電訓練センター - 沓見

### 4 金山線
運行開始：2009年12月1日
運行受託：福井鉄道
- 敦賀駅 - 白銀町 - 本町2丁目 - 気比神宮前 - 神楽2丁目 - 市立病院前 - （松島口 - 松原公園前 - 松原町 - 敦賀高校前 - 平和町 - 北木崎 - 建設業会館前 - ）昭和町 - 市役所前 - 合同庁舎 - 呉羽町 - 野神 - 和久野病院前 - 和久野団地 - 粟野中学校前 - 金山 - 桜ヶ丘 - 国立病院前 - 国立病院 - 関入口 - 野坂 - 野坂口 - ひばりヶ丘町 - 砂流 - 粟野公民館

### 5 松原線
運行開始：2009年12月1日
運行受託：福井鉄道
- 敦賀駅 - 白銀町 - 本町2丁目 - 気比神宮前 - （北小学校前 - 栄新町 - 金崎宮口 - 港町 - 金ヶ崎緑地 - 市民文化センター前 - 元町 - 山車会館 - ）神楽2丁目 - 市立病院前 - 松島口 - 松原公園前 - 松原町 - 気比の松原 - 体育館前 - 松葉町 - 体育館前 - 敦賀高校前 - 北平和町 - 櫛川会館前 - 櫛川西口 - 西福寺 - 運動公園西口 - 原電訓練センター - 沓見

### 6 中郷木崎線
運行開始：2009年12月1日
運行受託：福井鉄道
- 敦賀駅 - （気比中学校前 - 本町2丁目 - ）白銀町 - プラザ萬象東 - 東洋紡前 - 長沢 - 卸売市場前 - 古田刈 - 岡山 - 堂橋 - 工業高校前 - 山泉 - 和久野 - 西公文名 - 櫛林 - 粟野中学校前 - 萩野町 - 若葉町1丁目 - 木崎 - 建設業会館前 - 市役所前 - 新松島 - 敦賀高校前 - 気比の松原 - 体育館前 - 松葉町

### 7 粟野沓見線
運行開始：2018年11月1日
運行受託：福井鉄道
- 敦賀駅 - （気比中学校前 - 本町2丁目 - ）白銀町 - プラザ萬象東 - 東洋紡前 - 長沢 - 古田刈中 - 工業高校前 - 山泉中 - 山泉台 - 東公文名 - 小学校口 - 粟野公民館 - 西櫛林 - 金山 - 国立病院前 - 国立病院 - 北金山 - (南沓見 - 沓見 - 原電訓練センター - ）運動公園西口

備考
冬季ダイヤ導入路線（「気比中学校前 - 本町2丁目」は冬季に運行する便の一部が経由する）

### 8 山公文名線
運行開始：2009年12月1日
運行受託：敦賀海陸運輸
- 敦賀駅 - 白銀町 - 本町2丁目 - 気比神宮前 - 神楽2丁目 - 市立病院前 - （松島口 - 松原公園前 - 松原町 - 敦賀高校前 - 新松島 - ）呉竹町1丁目 - 呉竹町2丁目 - 市役所前 - 合同庁舎 - 呉羽町 - 野神 - 和久野病院前 - 和久野口 - 下公文名 - 公文名 - （小学校口 - ）上公文名 - みどりヶ丘町 - 山出口 - 山 - （エネ研 - ）山入口 - 御名 - 粟野スポーツセンター - やまびこ園 - 長谷 - ひばりヶ丘町 - 砂流 - 粟野公民館 - 西櫛林 - 粟野中学校前 - 市野々 - 和久野病院前 - （戻り） - 敦賀駅

備考
「→」方向が右回り、「←」方向が左回り。なお、「戻り」の経路は「敦賀駅 - 市立病院前 - 市役所前 - 和久野病院前」と同じ。

### 9 温泉線
運行開始：2009年12月1日
運行受託：敦賀海陸運輸
- 敦賀駅 - 白銀町 - 清水町1丁目 - 舞崎町 - 高野口 - 中 - 吉河(敦賀温泉病院) - 泉ヶ丘病院 - 泉ヶ丘 - 泉ヶ丘南口 - 谷入口 - 高野 - （リラ・ポート - ）泉ヶ丘口 - 井川(集落センター) - 三和 - 大蔵 - 舞崎町 - 清水町1丁目 - 白銀町 - 敦賀駅

### 10 東郷線
運行開始：2002年4月1日
運行受託：敦賀海陸運輸
- 敦賀駅 - 白銀町 - 本町2丁目 - 市立病院前 - 神楽町 - 中池見口(藤ヶ丘) - 余座 - 大蔵中 - 東郷公民館 - 谷口 - 深山寺 - 樫曲 - 越坂 - 池河内口 - 獺河内 - 田尻 - 葉原下 - 葉原 - 新保 - 新保中

備考
この路線のみ全便予約制（発車の1時間前までに要予約）。

### 11 愛発線
運行開始：2002年4月1日
運行受託：敦賀海陸運輸
- 敦賀駅 - 白銀町 - プラザ萬象東 - 東洋紡前 - 長沢 - 古田刈中 - 岡山町 - 岡山2丁目 - 道口 - 鳩原 - （小河 - ）小河出口 - 小河口 - 市橋 - 疋田 - 奥野 - 曽々木 - 新麻生口 - 宮前橋 - 刀根 - 杉箸口 - 杉箸
- 敦賀駅 - 白銀町 - プラザ萬象東 - 東洋紡前 - 長沢 - 疋田下 - 舟川の里 - 疋田上 - 新疋田駅(追分) - 駄口 - 駄口下 - 奥野中 - 曽々木下 - 曽々木上 - 奥麻生 - 新道 - 新道野

備考
鳩原・疋田・刀根・杉箸方面発着は定時便、新疋田駅(追分)・新道野方面発着は予約制（発車1時間前までに要予約）であるが、運行時刻は「月曜・水曜・金曜」と「火曜・木曜・土曜」で異なる（日曜と年末年始は運休）。

### 12 ぐるっと敦賀周遊バス
運行開始：2014年4月1日
運行受託：敦賀観光バス（両ルートとも、『銀河鉄道999』・『宇宙戦艦ヤマト』のラッピングバスで運行）

#### 観光ルート
- 敦賀駅 → 氣比神宮 → キッズパークつるが → 博物館通り → ［金崎宮 → ］金ヶ崎緑地 → 赤レンガ倉庫 → ［松原海岸 → 松原神社 → お魚通り → ］大鳥居 → 敦賀駅

備考
土曜・日曜・祝日は［］の停留所を経由しない便の運行もある。

#### ショッピングルート
- 敦賀駅 → 日本海さかな街 → ニューサンピア敦賀 → 敦賀駅
- 敦賀駅 → あっとほうむ → リラ・ポート → 小牧かまぼこ → 敦賀駅

「ニューサンピア敦賀経由」と「リラ・ポート経由」を交互に運行する。なお、リラ・ポート経由の便は2022年7月31日まで昆布館も経由したが、同日の運行をもって停留所が廃止された（ヤマトタカハシ 敦賀昆布館は同年5月31日をもって閉館）。

## バスロケーションシステム
敦賀市コミュニティバスは、以下のウェブサイトなどでバスロケーションシステムを提供している。いずれもコミュニティバス12路線（ぐるっと敦賀周遊バスも含む）および福井鉄道の若狭線が対象。
駅すぱあと（ヴァル研究所）
- 2018年11月1日のダイヤ改正時に導入[6][17][18]。駅すぱあとは同年11月中にAndroidおよびiOS(iPhone・iPad)に対応。

Google マップ（Google）
- 2019年4月にサービスを開始。英語表記にも対応している。

Yahoo!路線情報・乗換案内（ヤフー）
- 前者はウェブサイト、後者はスマートフォン用のアプリ。2019年7月23日にAndroid版[19]、2020年2月にiOS版が対応。Yahoo!乗換案内では、全国のバス路線で初めて位置情報の提供を開始した[20]。